# Mil Mi-30
Mil Mi-30 Vintoplan (rusky Миль Ми-30 «винтоплан») byl sovětský projekt víceúčelového konvertoplánu s překlopnými rotory navržený OKB Mil v roce 1972 pod vedením hlavního konstruktéra Marata Nikolajeviče Tiščenka. Lidé z projektu stroj pojmenovali Vintoplan.

## Vývoj a konstrukce
Hlavním cílem projektu bylo vytvořit takové parametry stroje (např. rychlost, dolet), které by převýšily schopnosti konvenčních vrtulníků. Mi-30 byl brán jako budoucí náhrada transportní helikoptéry Mil Mi-8. Měl mít dva motory TV3-117 na horní části trupu nad kabinou, které by poháněly dva rotory o průměru 11 metrů. Ty měly být překlopné - na koncích pevného křídla. Rychlost se měla pohybovat mezi 500–600 km/h, dolet měl činit cca 800 km a maximální vzletová hmotnost 10 600 kg. V původní verzi byl konvertoplán určen pro maximálně 19 cestujících nebo pro 2 000 kg nákladu. Kapacita byla posléze zvýšena na 32 osob nebo 3 000–5 000 kg nákladu.
V roce 1991 OKB zamýšlela 3 verze konvertoplánu (viz kapitola Varianty). Byla zvažována i vojenská verze. Projekt Mi-30 byl zahrnut do sovětské pětiletky 1989-1995 s tím, že do sériové výroby by se dostal v roce 1996. Byl postaven malý rádiem řízený model k otestování letových charakteristik. S kolapsem Sovětského svazu se realizace projektu stala nemožnou.

## Varianty
Mi-30S
Verze pro 21 pasažérů nebo 3 200 kg nákladu.
Mi-30D
Verze pro 11 pasažérů nebo 2 500 kg nákladu.
Mi-30L
Verze pro 7 pasažérů nebo 950 kg nákladu.

## Specifikace (Mi-30)
Data z:

### Technické údaje
- Motor: 2x motor TV3-117
- Průměr hlavních rotorů: 2x 11 m
- Délka trupu: ? m
- Výška: ? m
- Maximální vzletová hmotnost: 10 600 kg
- Posádka: ?
- Kapacita: 32 pasažérů nebo 3 000 - 5 000 kg nákladu

### Výkony
- Maximální rychlost: 500–600 km/h
- Praktický dostup: ? m
- Dolet: 800 km